# Marathon van Parijs 1982
De marathon van Parijs 1982 werd gelopen op zondag 16 mei 1982. Het was de zevende editie van deze marathon. Het parcours liep langs de Seine.
De 33-jarige Engelsman Ian Thompson won de wedstrijd bij de mannen in 2:14.08. De Française Anne-Marie Cienka zegevierde bij de vrouwen in 2:56.14.
In totaal bereikten 7326 lopers de finish.

## Uitslagen

### Mannen
| rang   | naam                  | land | tijd    |
| ------ | --------------------- | ---- | ------- |
| Goud   | Ian Thompson          | ENG  | 2:14.08 |
| Zilver | Bernard Bobes         | FRA  | 2:15.34 |
| Brons  | Bernard Faure         | FRA  | 2:17.00 |
| 4      | Jacques Boxberger     | FRA  | 2:17.48 |
| 5      | Radhouane Bouster     | FRA  | 2:18.12 |
| 6      | Jean-Michel Charbonne | FRA  | 2:19.50 |
| 7      | Rousset Didier        | NCL  | 2:21.59 |
| 8      | Alain Lazare          | NCL  | 2:23.08 |
| 9      | Dominique Chauvelier  | FRA  | 2:23.16 |
| 10     | Jean-Yves Madelon     | FRA  | 2:23.16 |

### Vrouwen
| rang | naam              | land | tijd    |
| ---- | ----------------- | ---- | ------- |
| Goud | Anne-Marie Cienka | FRA  | 2:56.14 |
| 7?   | Joan Ullyot       | USA  | 3:19.00 |

1976 ·
1977 ·
1978 ·
1979 ·
1980 ·
1981 ·
1982 ·
1983 ·
1984 ·
1985 ·
1986 ·
1987 ·
1988 ·
1989 ·
1990 ·
1991 ·
1992 ·
1993 ·
1994 ·
1995 ·
1996 ·
1997 ·
1998 ·
1999 ·
2000 ·
2001 ·
2002 ·
2003 ·
2004 ·
2005 ·
2006 ·
2007 ·
2008 ·
2009 ·
2010 ·
2011 · 
2012 · 
2013 ·
2014 ·
2015 ·
2016 ·
2017